# Libéma Open 2025
Libéma Open 2025 a fost un turneu profesionist de tenis care s-a jucat pe terenuri de iarbă în aer liber la Autotron Rosmalen în Rosmalen, 's-Hertogenbosch, Țările de Jos în perioada 9-15 iunie 2025. A fost cea de-a 34-a ediție a Rosmalen Grass Court Championships și a fost clasificat ca un eveniment ATP 250 pe Circuitul ATP 2025 și un eveniment WTA 250 pe Circuitul WTA 2025.

## Campioni

### Simplu masculin
Pentru mai multe informații consultați Libéma Open 2025 – Simplu masculin

### Simplu feminin
Pentru mai multe informații consultați Libéma Open 2025 – Simplu feminin

### Dublu masculin
Pentru mai multe informații consultați Libéma Open 2025 – Dublu masculin

### Dublu feminin
Pentru mai multe informații consultați Libéma Open 2025 – Dublu feminin

## Puncte și premii în bani

### Distribuția punctelor
| Probă           | Câștigător | Finalist | Semifinalist | Sfertfinalist | Runda 2 | Runda 1 | Q   | Q2  | Q1  |
| Simplu masculin | 250        | 165      | 100          | 50            | 25      | 0       | 13  | 7   | 0   |
| Dublu masculin  | 250        | 150      | 90           | 45            | 20      | 0       | N/A | N/A | N/A |
| Simplu feminin  | 250        | 163      | 98           | 54            | 30      | 1       | 18  | 12  | 1   |
| Dublu feminin   | 250        | 163      | 98           | 54            | 1       | N/A     | N/A | N/A | N/A |

### Premii în bani
| Probă           | C         | F        | SF       | QF       | R16      | R32     | Q2      | Q1      |
| Simplu masculin | 107.490 € | 62.720 € | 36.870 € | 21.365 € | 12.405 € | 7.580 € | 3.795 € | 2.065 € |
| Dublu masculin* | 37.400 €  | 20.090 € | 11.750 € | 6.520 €  | 3.850 €  | N/A     | N/A     | N/A     |
| Simplu feminin  | 31.565 €  | 18.685 € | 10.410 € | 5.925 €  | 3.624 €  | 2.585 € | 1.915 € | 1.235 € |
| Dublu feminin*  | 11.470 €  | 6.460 €  | 3.700 €  | 2.210 €  | 1.700 €  | N/A     | N/A     | N/A     |

*per echipă